# Glinus runkewitzii
Glinus runkewitzii är en kransörtsväxtart som beskrevs av Tackh. och Loutfy Boulos. Glinus runkewitzii ingår i släktet Glinus och familjen kransörtsväxter. Inga underarter finns listade i Catalogue of Life.